# Adam Sjöholm
(Ádam) Adam Sjöholm, född 1923 i Budapest, död 7 februari 1999, var en ungersk-fransk skulptör.
Sjöholm som har svensk härkomst utbildade sig vid konstakademien i Budapest men valde att 1948 lämna det kommuniststyrda hemlandet och under något år bosatt i Sverige innan han 1950 flyttade till Paris där han gjorde sig känd för sina suggestiva och abstrakta skulpturer i järnplåt. Separat ställde han ut i London 1957, München 1960 och i Paris. Han medverkade i utställningarna Hommage à Brancusi, Salon de la Jeune Sculpture och Salon des Réalités Novelles i Paris samt Salon international de Galeries pilotes i Lausanne. Sjöholm är representerad vid Nationalmuseum i Stockholm.